# Mary Pelham, Condessa de Chichester
Mary Henrietta Juliana Pelham (nascida Mary Osborne; Grosvenor Square, 7 de setembro de 1776 — Grosvenor Place, 21 de outubro de 1862) foi uma nobre inglesa. Ela foi condessa de Chichester pelo seu casamento com Thomas Pelham, 2.º Conde de Chichester.

## Família
Mary foi a única filha e segunda criança nascida de Francis Osborne, 5.º Duque de Leeds e de sua primeira esposa, Amelia Darcy, 12.º Baronesa Darcy de Knayth. Os seus avós paternos eram Tomás Osborne, 4.º Duque de Leeds e Mary Goldophin, neta de Sarah Churchill, Duquesa de Marlborough, famosa por sua amizade com a rainha Ana da Grã-Bretanha. Os seus avós maternos eram Robert Darcy, 4.º Conde de Holderness e Mary Doublet.
Ela teve dois irmãos por parte de pai e mãe: George Osborne, 6.º Duque de Leeds, marido de Charlotte Townshend, e Francis Goldophin Osborne, 1.º Barão Goldophin, marido de Elizabeth Charlotte Eden.
Por parte do segundo casamento de seu pai com Catherine Anguish, foi meia-irmã de: Sydney e Catherine Anne Sarah, esposa de John Whyte-Melville.
Do segundo casamento de sua mãe com John Byron, teve apenas uma meia-irmã, Augusta, esposa de George Leigh.

## Biografia
Em 16 de julho de 1801, aos 24 anos de idade, Mary casou-se com o futuro conde Thomas Pelham, de 45 anos, no Palácio de Lambeth. Ele era filho de Thomas Pelham, 1.º Conde de Chichester e de Anne Frankland.
A partir do casamento, ela ficou conhecida como senhora Pelham de Stanmer. A união resultou em seis filhos, três meninos e três meninas.
Em 8 de janeiro de 1805, ela assumiu o título de condessa de Chichester, após a sucessão do marido. Thomas faleceu aos 70 anos, em 4 de julho de 1826.
Mary permaneceu viúva até sua morte, em 21 de outubro de 1862, aos 86 anos de idade, em Londres.

## Descendência
- Henry Pelham, 3.º Conde de Chichester (25 de agosto de 1804 – 15 de março de 1886), sucessor do pai e Lord-Lieutenant de Sussex. Foi marido de Mary Brudenell, com quem teve sete filhos;
- Amelia Rose Pelham (17 de junho de 1806 – 2 de janeiro de 1884), foi a segunda esposa de Sir Joshua Jebb. Sem descendência;
- Frederick Thomas Pelham (2 de agosto de 1809 – 21 de junho de 1861), oficial da Marinha Real Britânica. Foi marido de Ellen Kate Mitchell, com quem teve três filhos;
- John Thomas Pelham (21 de junho de 1811 – 1 de maio de 1894), foi bispo de Norwich de 1857 a 1893. Foi casado com Henrietta Tatton, com quem teve três filhos;
- Catherine Georgiana Pelham (21 de julho de 1814 – 18 de janeiro de 1885), foi esposa do reverendo Lowther John Barrington, com quem teve três filhos;
- Lucy Anne Pelham (3 de novembro de 1815 – 16 de janeiro de 1901), foi casada com Sir David Barnett Dundas, 2.º Baronete de Beechwood, com quem teve um filho.